# 中央プランテック
中央プランテック株式会社（ちゅうおうプランテック）は、愛知県刈谷市野田町に本社を置く建築設備設計工事会社である。
主に空調設備及び衛生設備工事を行っている。代表者は水野泰昌。「省エネルギー環境設備で社会に貢献する」を会社理念としている。

## 概要
空気調和設備工事、給排水衛生設備工事、消火設備工事、産業用空調ダクト・配管設備工事、建築工事、建設設備リフォーム、上水道施設工事、設備機器機能維持管理と言った事業を行っている。ISO 9000を取得している。
グループ会社には有限会社テクノ・パスカルがある。

## 特色

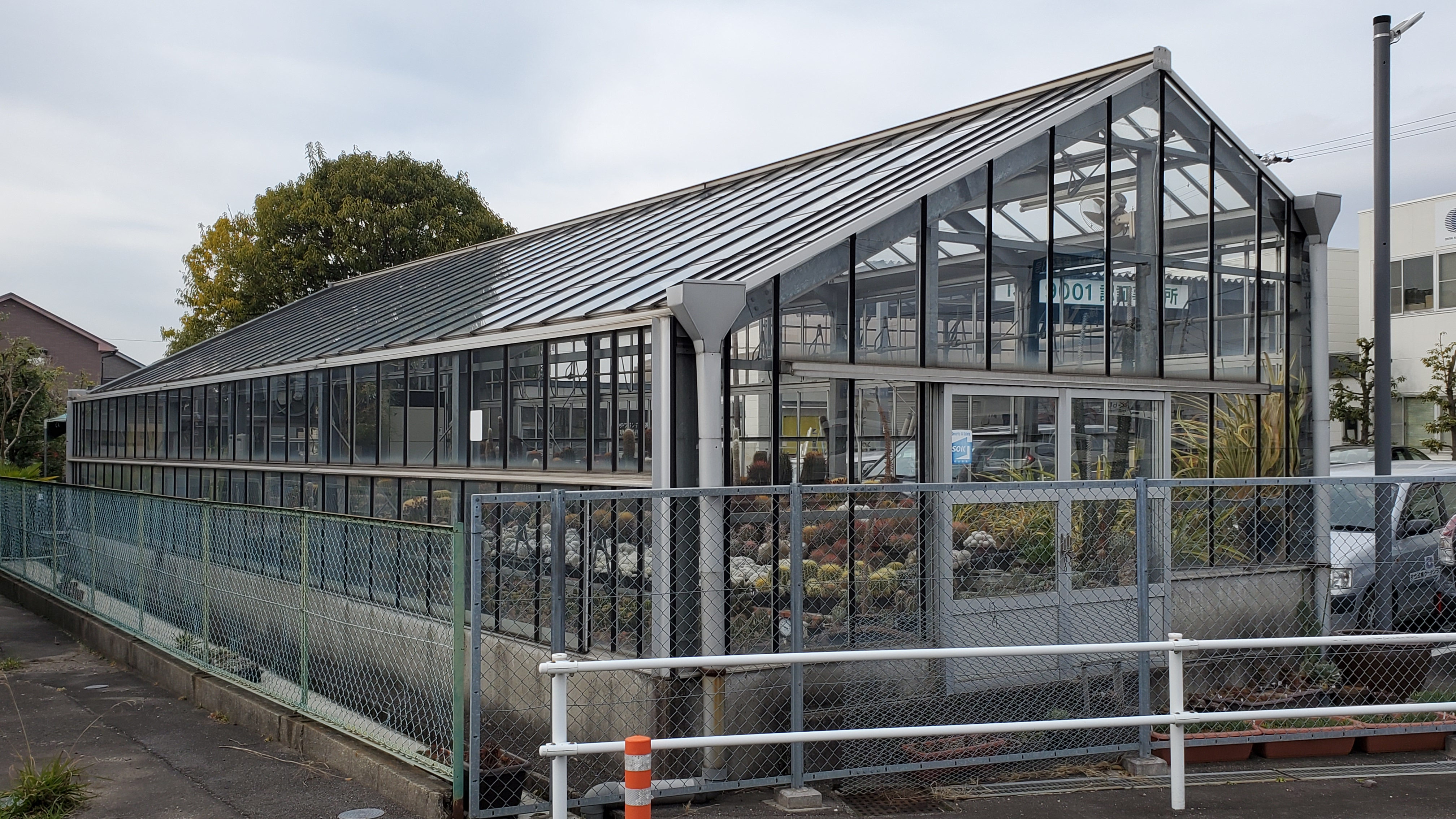
社内の温室

刈谷市を中心とした愛知県西三河地方を主な活動の場としており、自社設計ならび自社施工を得意としている。設計業務の支援も得意としており、自社設計の元受けの工事が多く、企画立案からメンテナンスまで一貫して業務を行っている。
女性社員を積極的に登用している。休日の取得推進に積極的に取り組んでおり、予備人員の配置や、一か月間の休日の管理を全体会議で行う活動等によってワークライフバランスを実現させている。日本でも珍しく社内の温室でサボテンを育てている。

## 年表
- 1978年（昭和53年）6月5日 - 中央設備工業を設立。
- 1992年（平成4年） - 中央プランテックに社名変更。
- 2025年（令和7年）6月10日 - 臨時株主総会にて創業者である水野泰昌が代表取締役に就任。
- 2025年（令和7年）6月25日 - 名古屋地方裁判所岡崎支部に破産手続きの申立てを行う。

## 歴史
1978年（昭和53年）、中央設備工業（後の中央プランテック)を設立した。1992年（平成4年）、刈谷市水道給水工事指定工事店、刈谷市排水設備工事指定工事店を取得し、社名を中央プランテックに変更した。1994年（平成6年）には建設業許可（管工事業・消防施設工事業・水道施設工事業・建築工事業）を取得し、1996年（平成8年）には資本金を3,500万円に増資した。
1999年（平成11年）には名古屋市、豊田市、安城市、碧南市、高浜市、知立市、知多市、大府市、東浦町の給水工事・排水設備工事指定工事店を取得。2000年（平成12年）には常滑市、愛知中部水道企業団の給水工事店を取得、また、日進市、豊明市の排水設備工事指定工事店を取得した。
2005年（平成17年）には顧客満足度をより高めるため、ISO 9000の認証を取得。2011年（平成23年）には水野泰一が代表取締役に就任した。2015年（平成27年）には刈谷市野田町にある歩道橋のネーミングライツを取得し、「中央プランテック株式会社歩道橋」とした。また、女性の活躍促進宣言事業所に認定された。2019年（令和元年）には常滑市における小中学校空調機設置工事において感謝状を贈られた。2018年（平成30年）には刈谷市の優良工事業者に認定され、2019年（令和元年）には2年連続で認定された。さらに、2021年（令和3年）には愛知県優良工事施工業者として表彰された。
2025年（令和7年）6月10日に臨時株主総会にて創業者である水野泰昌が代表取締役に就任。同年の6月25日に名古屋地方裁判所岡崎支部に破産手続きの申立てを行った。

## 社会貢献活動

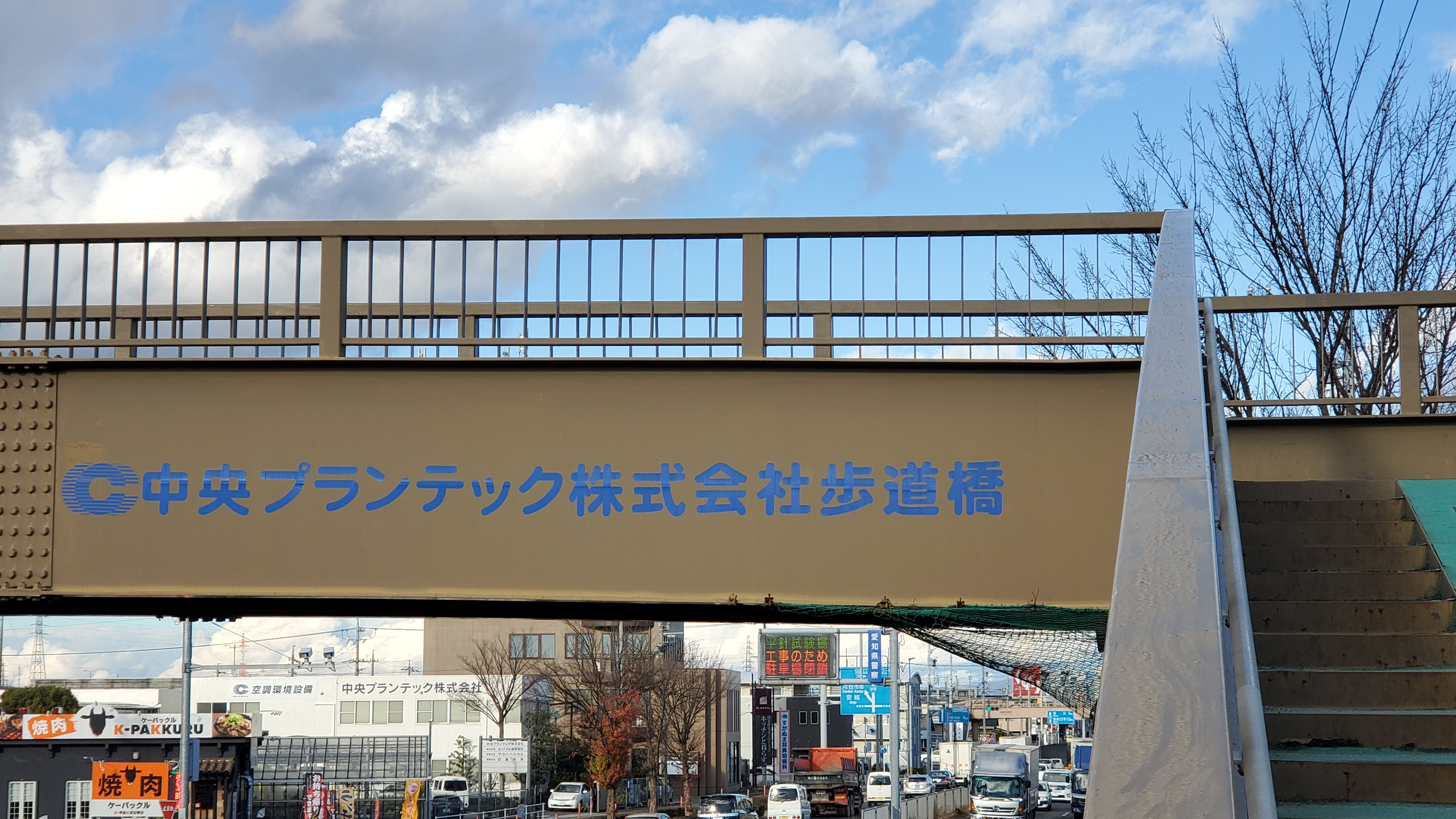
中央プランテック株式会社歩道橋

2005年（平成17年）には「女性の活躍に向けて、社内の意識改革に努めます。女性が働きやすい職場環境を整え、ワーク・ライフ・バランスを推進していきます。女性の積極的採用に努めます。」と宣言し、あいち女性の活躍促進プロジェクトから女性の活躍促進宣言事業所に認定された。
同年、刈谷市野田町の新上納歩道橋のネーミングライツを取得し、「中央プランテック株式会社歩道橋」とした。2018年（平成30年）からは刈谷市が行っているかりやエコポイントプロジェクトに協賛し、懸賞商品として卓上用空気清浄機などを提供している。
さらに愛知県の行っているこども110当番にも加盟しており、地域清掃等のボランティア活動も行っている。

## 近年の主な施工実績
- 2003年（平成15年） - 防衛施設庁豊川(13)隊舎
- 2008年（平成20年） - 愛知学泉学園付属桜井幼稚園[11]
- 2010年（平成22年） - 刈谷市新市庁舎[11]
- 2013年（平成25年） - 国土交通省 豊橋合同庁舎
- 2014年（平成26年） - 長寿会 特別擁護老人施設 シルバーピアみずほ[11]
- 2014年（平成26年） - 刈谷市環境組合 余熱ホール
- 2016年（平成28年） - 警察本部名北分庁舎
- 2017年（平成29年） - 刈谷市特別支援学校
- 2018年（平成30年） - 大府市発達支援センターみのり[11]
- 2019年（令和元年） - 大府市消防署共長出張所[11]

## おもな加入団体
- 刈谷eco事業所[12]
- 建設業労働災害防止協会
- かりや健康チャレンジ宣言事業所[13]
- 刈谷管工事工業協同組合
- 愛知空調衛生工事事業協会[14]
- 一般法人愛知県消防設備安全協会